# Minority Report
Vous lisez un « bon article » labellisé en 2007.
Pour les articles homonymes, voir Rapport minoritaire.
Pour plus de détails, voir Fiche technique et Distribution.
Minority Report, ou Rapport minoritaire au Québec, est un film de science-fiction américain réalisé par Steven Spielberg, sorti en 2002. Il s'agit d'une adaptation de la nouvelle Rapport minoritaire de Philip K. Dick publié en 1956.
Le film place le spectateur dans un futur proche, une utopie dont le cadre se situe en 2054 à Washington (États-Unis), où trois êtres humains mutants, les « précogs », peuvent prédire les crimes à venir grâce à leur don de précognition. Grâce à ces visions du futur, la ville a réussi à éradiquer la criminalité et les agents de l'organisation gouvernementale Précrime peuvent arrêter les criminels juste avant qu’ils ne commettent leurs méfaits. Mais un jour, le chef de l'unité, John Anderton, reçoit des précogs une vision le concernant : dans moins de 36 heures, il aura assassiné un homme qu’il ne connaît pas encore et pour une raison qu’il ignore. Choqué, il prend la fuite, poursuivi par ses coéquipiers qui ont pour mission de l’arrêter conformément aux règlements.

## Synopsis
À Washington D.C. en 2054. John Anderton est le chef de l'organisation gouvernementale expérimentale Précrime qui existe depuis 6 ans. Cette unité permet d'éviter les crimes avant qu'ils ne surviennent. John s'occupe aujourd'hui d'un crime passionnel. Le crime non prémédité est anticipé par les précogs (abréviation de précognitifs), trois humains mutants aux capacités psychiques hors-normes, maintenus en état de stase au cœur du siège de Précrime, le « Temple ». Les précogs fournissent avec précision le nom des victimes, le nom du meurtrier ainsi que la date et l'heure du délit. Les autres aspects du crime, notamment le lieu, ne peuvent être découverts qu'en décryptant les images floues, incomplètes, distordues, relayées par le cerveau des trois précogs.
John Anderton est depuis quelque temps supervisé par Danny Witwer, un agent du ministère de la Justice envoyé pour évaluer le système car les Américains vont bientôt être consultés par référendum pour étendre à tout le pays le programme Précrime, utilisé alors uniquement à Washington. L'intervention est un succès et le supposé criminel, Howard Marks, est appréhendé et « cerclé », c'est-à-dire placé en état de stase.
John Anderton retourne dans son appartement après avoir acheté de la drogue dans la Zone et passe sa soirée à regarder des vidéos holographiques de sa femme et de son fils Sean, âgé de six ans. Des articles de journaux posés sur sa table de nuit, relatant l'enlèvement d'enfants, ne laissent aucun doute sur les raisons de l'absence de Sean, kidnappé lui aussi et sur la disparition de la femme de John — le couple s'est certainement séparé à la suite de l'enlèvement de leur enfant.
Le lendemain, Witwer visite la salle où les trois précogs reposent dans un bassin rempli d'une substance translucide. Anderton, en retrait, est apostrophé par l'un des précogs, Agatha, qui émerge de l'eau et lui montre des images d'une femme en train d'être assassinée. Intrigué par les circonstances inhabituelles de révélation et du fait qu'un seul des trois précogs a eu une vision, Anderton enquête.
Les précogs peuvent avoir des réminiscences d'affaires intervenues plusieurs années plus tôt (les « échos »). Comme un seul précog a eu cette vision, il suppose qu'il s'agit d'une vieille affaire. Il retrouve effectivement la tentative d’assassinat en question. Elle date de six ans, avant son arrivée à l'agence et a été une des toutes premières traitées par Précrime. Il s'agit de la tentative de meurtre par noyade d'une certaine Anne Lively (bien sûr sauvée sur le coup ; mais n'ayant plus donné de signe de vie depuis quelques années et donc portée disparue). Les images des deux autres précogs sont enregistrées. Mais celles d'Agatha, celles qu'elle vient de lui montrer, n'existent pas pour cette affaire : elles semblent avoir été effacées. En vérifiant, il constate que douze autres cas de meurtres sont incomplets. Anderton prévient alors Lamar Burgess, le richissime créateur de la cellule, en qui il a toute confiance. Mais celui-ci n'apparaît pas inquiet par ces absences. L'agent retourne donc à son travail.

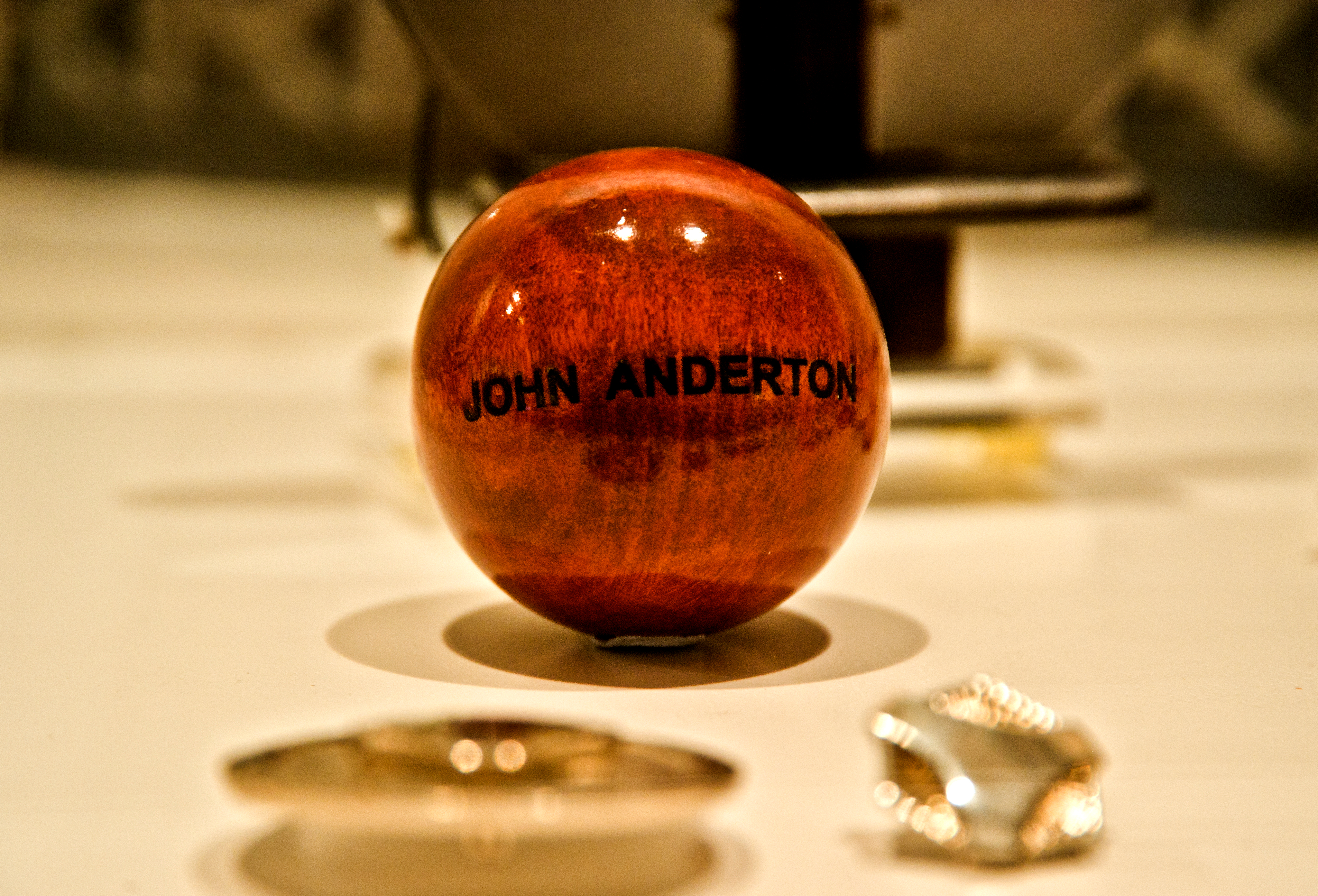
Boule utilisée dans le film, sur laquelle est inscrit le nom du héros.

Un nouveau meurtre va avoir lieu dans trente-six heures. La victime s'appelle Léo Crow. Mais en récupérant le nom du meurtrier, Anderton voit qu'il s'agit de lui-même. Sachant qu'il va être capturé, il s'enfuit. Anderton n'a jamais rencontré ce Léo Crow et croit à un faux monté par Witwer pour discréditer le système ; il parvient alors à contacter discrètement Lamar Burgess. Celui-ci l'assure de sa confiance mais lui indique qu'il est absolument impossible de trafiquer les visions des précogs. Parvenu à semer ses anciens collègues lancés à sa poursuite, mais sceptique, Anderton décide de se réfugier dans la maison d'Iris Hindeman, cofondatrice de Précrime avec Lamar Burgess, mais retirée de la vie publique. La vieille dame lui révèle qu'il peut bel et bien arriver qu'Agatha ait une vision de l'avenir un peu différente de celle de ses camarades (ce qui correspond aux treize cas mentionnés) mais que, par souci de crédibilité, le système exclut alors la vision discordante et l'efface. Toutefois, une trace de cette vision demeure présente dans l'esprit d'Agatha. Elle confirme n'être pas certaine que les meurtres auraient bien eu lieu dans ces cas de « rapport minoritaire ». Mis au courant de ce secret jusqu'ici connu des seuls Hindeman et Burgess, lequel ne lui en ayant jamais parlé et vient donc de lui mentir au sujet des treize cas), Anderton se met à douter pour la première fois d'un système auquel il voue une confiance absolue depuis six ans. Il y voit aussi sa seule chance de prouver son innocence : dans la récupération d'un « rapport minoritaire » de la prédiction le concernant, rapport qui aurait été ignoré par le système.
En 2054, il est difficile de se déplacer incognito car toutes les personnes sont soumises à des scanners rétiniens (pour la personnalisation des messages publicitaires audio, par exemple). Pour échapper à toute identification, Anderton va se faire transplanter de nouveaux yeux chez un chirurgien clandestin. Alors qu'il dort pour récupérer de l'opération, le temps que ses greffes prennent, l'agent revit l'enlèvement de son fils, alors qu'il l'accompagne à la piscine. Il se réveille et découvre que des agents de Précrime sont en train de fouiller le bâtiment où il se trouve. En quête du fugitif, l'équipe sur place déploie de petites araignées robotiques intelligentes chargées de scanner les yeux de tous les êtres humains à leur portée. Ayant retrouvé Anderton, celles-ci cherchent à l'identifier mais, du fait de l'opération chirurgicale, ne le reconnaissent pas.
Anderton se rend à Précrime où il arrive à pénétrer, en plaçant devant les multiples scanners d'identification rétinienne ses anciens yeux qu'il a conservés. Parvenu au cœur du bâtiment, il sort Agatha de son bassin, déconnectant ainsi le réseau de précogs qui fait fonctionner Précrime. Il s'échappe en embarquant avec lui la précognitive et va trouver un de ses amis hacker qui scanne la mémoire d'Agatha : Anderton accède ainsi à la vision du meurtre qu'il est censé commettre. Toutefois, la vision est identique à celle ayant été sélectionnée par le système : il n'existe pas de « rapport minoritaire » pour son cas et il va bien être amené à tuer Léo Crow.
Anderton est déterminé à ne pas commettre le meurtre de ce pur inconnu. Mais, pour échapper à la police qui le traque, une série de péripéties va le contraindre à trouver refuge dans l'appartement de Léo Crow. En fouillant ce dernier, Anderton y trouve quantité de photos d'enfants éparpillées et, parmi elles, certaines de son fils. L'idée qu'il n'y a pas de « rapport minoritaire » pour son crime s'affirme : il a toujours prémédité la mort du ravisseur de son fils si jamais il le découvre et Leo Crow s'avère être celui-ci. Il décide donc de le tuer.
Sommé par Agatha (qui est toujours avec lui) de réfléchir, Anderton reconsidère son envie de meurtre et décide simplement d'arrêter Crow. Il lui annonce ses droits Miranda. C'est alors que Crow annonce que s'il n'est pas tué, sa famille n'aura rien. Anderton comprend que tout cela relève donc d'une mise en scène. Crow parvient à accrocher le pistolet d'Anderton et se suicide en appuyant sur la main de l'agent. Anderton et Agatha quittent alors l'appartement : au courant de la prédiction, les agents de Précrime n'ont en effet pas réussi à localiser assez rapidement le lieu pour empêcher le suicide.
Pendant ce temps, Witwer rend visite à Lamar Burgess et l'entretient de ses doutes sur la fiabilité du système. Il lui montre les rapports concernant le meurtre d'Anne Lively, intriguant Anderton et sur lequel il a aussi enquêté : le « rapport minoritaire » d'Agatha et le rapport majoritaire des deux autres précogs. Il a remarqué des différences qui tendent à prouver que les deux visions ne datent pas du même moment : le meurtre étant commis près d'un lac, on peut remarquer que d'une version à l'autre, les ondulations de l'eau ne vont pas dans le même sens. À cet instant, Lamar Burgess tue Witwer, car il sait que Witwer a compris la vérité. En l'absence d'Agatha, le Précrime n'a pas pu prédire ce meurtre. Lamar Burgess peut faire disparaître le corps sans être inquiété.
Anderton s'est réfugié avec Agatha dans la maison de son ex-femme Lara et il comprend pourquoi il est l'objet de manipulations : la femme Anne Lively dont il a vu le meurtre n'est autre que la mère d'Agatha. Celle-ci tente de récupérer sa fille, utilisée comme précog ; on l'a donc assassinée pour le bien du programme. Le mécanisme choisi est particulièrement subtil : l’assassin a engagé un premier tueur pour commettre une tentative de meurtre par noyade. Bien sûr alerté par la vision des deux précogs, Précrime est intervenu pour sauver Anne Lively. Mais quelques minutes plus tard, un second tueur est parvenu sur les lieux du crime et a reproduit la scène avec le même mode opératoire : les deux premiers précogs et Agatha ont prévu ce second meurtre, mais les opérateurs ne remarquent pas les minuscules différences (le sens des vagues par exemple) et ont logiquement pensé qu'il ne s'agit que d'un écho, donc classé sans suite. Le meurtre aurait ainsi bien pu avoir lieu, en toute impunité.
La police intervient à ce moment et arrête Anderton. Elle récupère Agatha qui est immédiatement remise en service. Plus tard, Lara s'entretient avec Lamar Burgess au sujet du meurtre d'Anne Lively. Elle comprend que, désireux de ne pas compromettre Précrime en rendant Agatha à sa mère, c'est lui qui en a été l'instigateur, peut-être même le second meurtrier. Elle parvient à libérer son ex-mari. Anderton se rend à la rencontre de Lamar Burgess et le confronte à son crime. Fou de rage en pensant que ces aveux vont ruiner sa carrière, Lamar Burgess décide de tuer son ex-ami Anderton, vision détectée par les précogs remis en service. Juste avant que la police n’intervienne, Anderton, alors qu'il se trouve sous la menace du pistolet de Burgess, lui indique alors que sa carrière est d'ores et déjà ruinée : s'il le tue, les précogs ont raison, Précrime est fiable… mais Burgess finira sa vie enfermé. S'il renonce, le système s'est trompé et Précrime est immédiatement supprimé. Perturbé par ce dilemme, Burgess se suicide.
Finalement, Anderton explique que l'expérience Précrime est arrêtée et que tous les précriminels ont été libérés sans condition. Anderton s'est remis en couple avec Lara, qui attend leur deuxième enfant. Quant aux précogs, ils ont été mis au secret et vivent désormais une vie normale.

## Fiche technique
Sauf indication contraire, les informations mentionnées dans cette section peuvent être confirmées par les bases de données cinématographiques IMDb et Allociné,  présentes dans la section « Liens externes ».
- Titre original et français : Minority Report
- Titre québécois : Rapport minoritaire[1]
- Réalisation : Steven Spielberg
- Scénario : Jon Cohen et Scott Frank, d'après la nouvelle Rapport minoritaire de Philip K. Dick
- Musique : John Williams
- Direction artistique : Ramsey Avery, Chris Gorak, Leslie McDonald et Seth Reed
- Décors : Alex McDowell
- Costumes : Deborah Lynn Scott
- Photographie : Janusz Kamiński
- Son : Sean England, Richard Hymns, Andy Nelson, Gary Rydstrom, Denis St. Amand
- Montage : Michael Kahn
- Production : Bonnie Curtis, Jan de Bont, Gerald R. Molen et Walter F. Parkes
  - Production déléguée : Gary Goldman et Ronald Shusett
  - Production associée : Michael Doven et Sergio Mimica-Gezzan
- Sociétés de production : Amblin Entertainment, Blue Tulip Productions, Cruise/Wagner Productions, Digital Image Associates, Parkes/MacDonald Image Nation (non crédité) et Ronald Shusett/Gary Goldman, présenté par DreamWorks Pictures et 20th Century Fox
- Sociétés de distribution : 20th Century Fox (États-Unis) ; UGC Fox Distribution (France) ; Fox-Warner (Suisse romande)
- Budget : 102 millions USD[2],[3]
- Pays de production :  États-Unis
- Langue originale : anglais, suédois
- Format : couleur (Technicolor) — 35 mm — 2,39:1 (Panavision) — son Dolby Digital / DTS / SDDS
- Genre : science-fiction (anticipation, cyberpunk), action, thriller, policier
- Durée : 145 minutes
- Dates de sortie[4] :
  - États-Unis : 17 juin 2002 (première mondiale à l'after-party au Cipriani à New York)[5] ; 21 juin 2002 (sortie nationale)
  - Québec : 21 juin 2002[1]
  - France, Belgique, Suisse romande : 2 octobre 2002[6],[7],[8]
- Classification[9] :
  - États-Unis : accord parental recommandé, film déconseillé aux moins de 13 ans (PG-13 - Parents Strongly Cautioned)[N 1]
  - France : tous publics avec avertissement[10],[N 2], déconseillé aux moins de 10 ans à la télévision[11]
  - Belgique : tous publics (Alle Leeftijden)[7]
  - Suisse romande : interdit aux moins de 12 ans[12]
  - Québec : 13 ans et plus (13+ / 13 years and over)[1]

## Distribution
- Tom Cruise (VF : Yvan Attal) : John Anderton, commandant de l'unité Précrime de Washington
- Max von Sydow (VF : Marc Cassot) : Lamar Burgess, directeur de la Cellule Anti-Criminelle de Washington
- Colin Farrell (VF : Boris Rehlinger) : Danny Witwer, envoyé du Ministère de la Justice
- Samantha Morton (VF : Agathe Schumacher) : Agatha, la précog
- Neal McDonough (VF : Philippe Vincent) : Gordon « Fletch » Fletcher, officier de Précrime
- Steve Harris (VF : Frantz Confiac) : Jad, officier aidant Anderton
- Patrick Kilpatrick (VF : Éric Etcheverry) : Jeff Knott
- Jessica Capshaw (VF : Edwige Lemoine) : Evanna
- Lois Smith (VF : Paule Emanuele) : Dr Iris Hineman, retraitée, pionnière de Précrime
- Kathryn Morris (VF : Laurence Bréheret) : Lara Clarke Anderton, ex-femme d'Anderton
- Peter Stormare (VF : Féodor Atkine) : Dr Eddie Solomon, le chirurgien oculaire
- Jason Antoon (VF : Stéphane Ronchewski) : Rufus Riley
- Mike Binder (VF : Patrick Béthune) : Leo Crow, la victime potentielle d'Anderton
- Tim Blake Nelson (VF : Pierre Laurent) : Gideon
- Daniel London (VF : Ludovic Baugin) : Wally
- Anna Maria Horsford (VF : Maïk Darah) : Casey
- George D. Wallace (VF : Marc De Georgi) : le chef de justice Pollard
- Ann Ryerson : Dr Katherine James
- Tyler Patrick Jones : Sean Anderton, le fils de John et Lara
- Dominic Scott Kay : Sean Anderton, jeune
- Arye Gross (VF : Philippe Bellay) : Howard Marks
- Ashley Crow (VF : Ivana Coppola) : Sarah Marks
- Joel Gretsch : Donald Doobin
- Jessica Harper : Anne Lively, la victime du « rapport minoritaire »
- Caroline Lagerfelt : Greta van Eyck
- Victor Raider-Wexler (VF : Vincent Grass) : le Procureur Général Vincent Nash
- Nancy Linehan Charles : Celeste Burgess, la femme de Lamar Burgess
- Andrew Sandler (VF : Kelyan Blanc) : le fils des Marks
- David Stifel (VF : David Krüger) : Lycon
- Michael Dickman : Arthur, précog
- Matthew Dickman : Dashiell, précog
- Sarah Simmons (VF : Maïté Monceau) : la secrétaire de Lamar Burgess
- Keith Flippen (VF : Patrice Baudrier) : le guide touristique
- William Mapother : l'employé à l'entrée de l'immeuble de Crow

Plusieurs célébrités ont un caméo dans le film :
- Le réalisateur Cameron Crowe (qui a dirigé Cruise dans Jerry Maguire et Vanilla Sky) : un passager dans le bus.
- Le réalisateur Paul Thomas Anderson (avec qui Cruise a tourné Magnolia) : un homme dans le métro.
- L'actrice Cameron Diaz (la partenaire de Cruise dans Vanilla Sky) : une femme dans le métro.
- Le coscénariste du film Scott Frank : un client de la salle de réalité virtuelle.

 Source et légende : version française (VF) sur RS Doublage et Voxofilm

## Production

### Genèse et développement

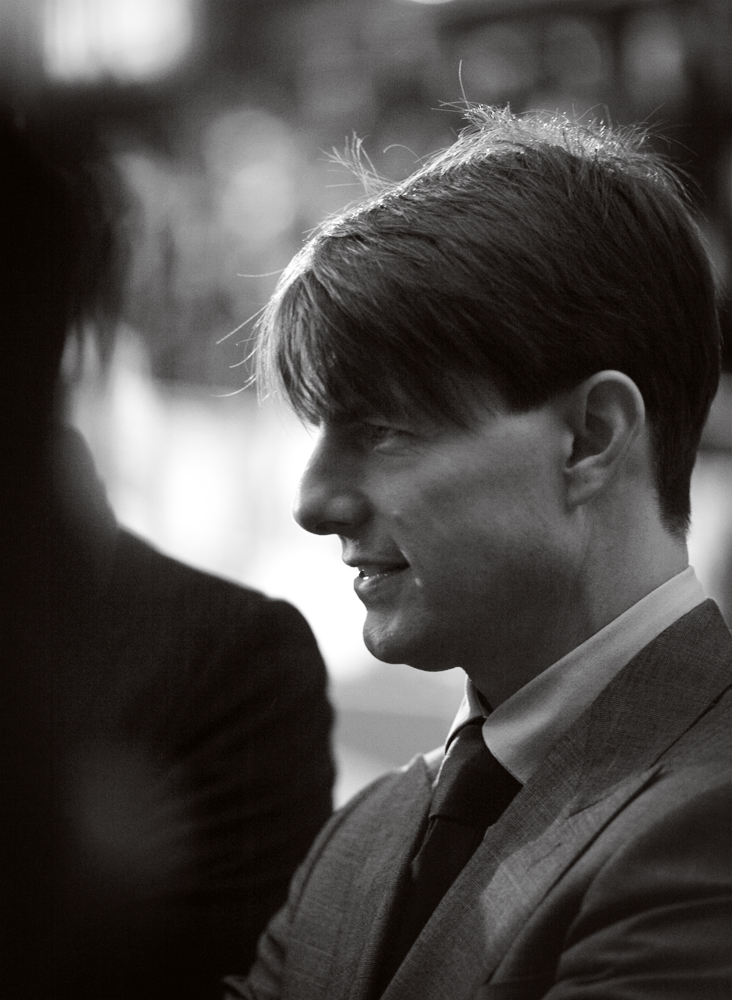
Tom Cruise.

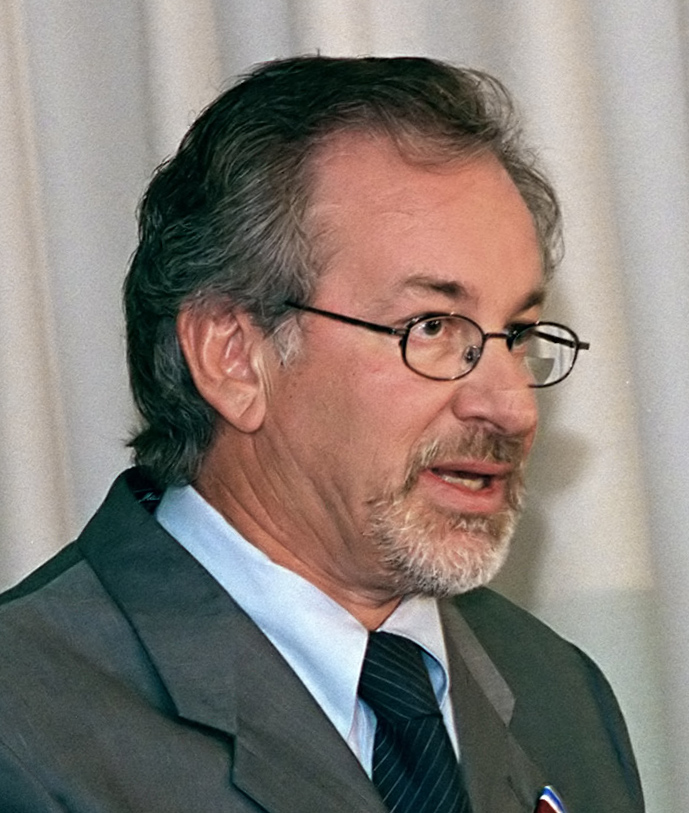
Steven Spielberg, réalisateur et producteur.

C'est Tom Cruise, tombé amoureux de la nouvelle durant le tournage de Eyes Wide Shut, qui aura l'idée du projet Minority Report et d'y convier Steven Spielberg. Cela marque la première collaboration des deux hommes ayant prévu de travailler ensemble dès leur première rencontre en 1983, à l'époque de Risky Business.
Il est annoncé qu'il s'agira d'une coproduction entre la 20th Century Fox, la compagnie de Spielberg (DreamWorks SKG), celle de Cruise (Cruise/Wagner Productions) et celle de Jan de Bont (Blue Tulip).
La production est alors étalée sur plusieurs années. Le tournage est prévu une fois celui du film Mission impossible 2 avec Cruise achevé. Mais les préparatifs du film n'ont pu être terminés à temps, ce qui a permis au scénariste Scott Frank, fraîchement débarqué sur le projet, de retravailler le scénario.
Tom Cruise et Steven Spielberg se retrouvent pour La Guerre des mondes. L'acteur a effectué la plupart de ses cascades lui-même, fort de son expérience sur Mission impossible 2, même si le réalisateur est parvenu à l'empêcher d'en faire certaines.

### Scénario
À l'origine, la nouvelle Rapport minoritaire de Philip K. Dick doit être adaptée de manière à devenir une suite du film Total Recall de Paul Verhoeven, lequel est déjà une adaptation d'une nouvelle de l'auteur sans autre rapport avec celle-ci. Ce scénario doit être conçu par les scénaristes Ronald Shusett, Gary Goldman et, arrivé plus tard sur le projet, Robert Goethals. De ce fait, l'histoire doit être délocalisée sur Mars où les précogs auraient été des personnes mutées par l'atmosphère martienne, problème central du premier film. Le personnage principal, John Anderton, aurait aussi été substitué à celui de Douglas Quaid, héros du premier film, joué par Arnold Schwarzenegger. Le projet a été annulé mais les scénaristes, toujours détenteurs des droits de la nouvelle, ont réécrit le scénario en ôtant toute référence à Total Recall. C'est a priori au moment où le scénariste Jon Cohen a été engagé, en 1997, que ce précédent scénario a été mis de côté et totalement réimaginé.

### Attribution des rôles
La distribution des rôles initialement prévue a été en partie revue à la suite des retards pris par le tournage du film,.
Avant que Colin Farrell ne fasse partie du projet, c'est Matt Damon, puis Yorick van Wageningen, lequels doivent interpréter Ed Witwer; le rôle du directeur Burgess devant être confié à Ian McKellen. Il est initialement prévu que Meryl Streep soit l'actrice du rôle dévolu à Lois Smith. Enfin, Samantha Morton remplaça au pied levé Jenna Elfman, qui dut se retirer du film à cause des retards pris par celui-ci; cette dernière ayant déjà remplacé Cate Blanchett.

### Tournage
Le tournage débute le 22 mars 2001 juste après que Cruise eut terminé le tournage de Vanilla Sky. Il se déroule à Washington D.C. (Pennsylvania Avenue, Ronald Reagan Building, Georgetown), dans le Maine (North Haven dans la baie de Penobscot), en Floride (Universal Studios Florida, Infinite Horizon Studios à Orlando), en Virginie (Ware Neck, comté d'Arlington, Nuttall, Gloucester), ainsi qu'en Californie (Warner Bros. Studios de Burbank, Descanso Gardens à La Cañada Flintridge, Hawthorne, Universal Studios) notamment à Los Angeles (Angelus Plaza, The Ambassador Hotel, Fox Studios, Downtown L.A.).

### Bande originale
La gestion des sons dans le film a été un vrai défi technique. Gary Rydstrom, le superviseur de ceux-ci, a dû par exemple faire appel à une équipe de chercheurs de l'université Cornell pour créer les bruits des spyders : une restitution des sons inaudibles créés par les araignées[réf. non conforme]. En revanche, le son des voitures à sustentation électromagnétique viennent de sa machine à laver[réf. non conforme].
Un album a été diffusé comprenant la bande originale du film. La huitième symphonie de Franz Schubert, absente de cet album, est très présente dans le film. La bande originale en elle-même a été composée par John Williams, qui a souvent collaboré avec Steven Spielberg. Elle a été orchestrée par John Neufeld et la performance vocale est de Déborah Dietrich. Elle s'inspire de l'œuvre de Bernard Herrmann. Steven Spielberg pense que c'est la première composition de Williams pour un de ses films qui soit « en noir et blanc ». Cette bande-son est profondément connotée « science-fiction », notamment avec le thème principal, dont les sons d'explosions font écho à ceux de Vangelis dans sa bande originale de Blade Runner[réf. non conforme], film également tiré d'une œuvre de Philip K. Dick.
| 1.  | Minority Report (theme)     | 6:29 |
| 2.  | Can You See ?               | 2:12 |
| 3.  | Pre-crime To Rescue         | 5:48 |
| 4.  | Sean And Lara               | 4:46 |
| 5.  | Spyders                     | 4:33 |
| 6.  | The Greenhouse Effect       | 5:09 |
| 7.  | Eye-Dentiscan               | 4:48 |
| 8.  | Everybody Runs !            | 3:10 |
| 9.  | Sean's Theme                | 1:57 |
| 10. | Anderton's Great Escape     | 6:47 |
| 11. | Dr. Eddie And Miss Van Eych | 3:08 |
| 12. | Visions Of Anne Lively      | 3:27 |
| 13. | Leo Crow… The Confrontation | 5:55 |
| 14. | Sean By Agatha              | 4:59 |
| 15. | Psychic Truth And Finale    | 7:10 |
| 16. | A New Beginning             | 3:29 |

## Accueil

### Accueil critique
À sa sortie, le film fut généralement apprécié par les critiques presse et Internet.
Roger Ebert donne au film quatre étoiles (le maximum) et le liste comme meilleur film de 2002. Il le décrit comme un « triomphe, un film qui fonctionne à la fois sur nos esprits et nos émotions ». D'un autre côté, Pete Travers, du magazine Rolling Stone, trouve que le film n’approfondit pas les questions morales qu’il soulève et Kenneth Turan, du Los Angeles Times, a eu du mal à suivre l'intrigue.
En France, la très grande majorité des critiques est conquise. Gérard Delorme, de Première, trouve que c'est le film le plus excitant de Steven Spielberg depuis Jurassic Park et que la prestation des deux acteurs principaux est bonne. C'est « réussi », pour Télérama, « du grand art », pour Le Figaro, « essentiel », pour Mad Movies, « dynamique et inventif », pour Zurban. Libération note cependant une « vague insatisfaction finale ».
Pour accentuer cette réputation, de nombreux sites web de référence dans le cinéma réunissent d'excellentes notes données par les internautes pour le film, comme sur Internet Movie Database ou Rotten Tomatoes.

### Box-office
Le film ayant coûté 102 millions de dollars, il a été un succès commercial en salles avec ses 358 372 926 $ de recettes mondiales. Voici un tableau résumant ci-dessous certains des résultats enregistrés au box-office par pays. Le film a eu tout autant de succès sur le marché de la vidéo, avec au moins quatre millions de DVD vendus lors des premiers mois de diffusion.
| Pays           | Box-office   | Pays       | Box-office    | Pays               | Box-office   |
| -------------- | ------------ | ---------- | ------------- | ------------------ | ------------ |
| Afrique du Sud | 758 070 $    | Espagne    | 10 929 188 $  | Mexique            | 5 797 583 $  |
| Allemagne      | 16 996 596 $ | États-Unis | 132 072 926 $ | Nouvelle-Zélande   | 1 013 341 $  |
| Argentine      | 758 070 $    | Finlande   | 873 526 $     | Norvège            | 1 714 528 $  |
| Australie      | 6 584 824 $  | France     | 18 777 372 $  | Pays-Bas           | 2 832 068 $  |
| Autriche       | 1 791 958 $  | en entrées | 3 458 797     | Pologne            | 1 451 219 $  |
| Brésil         | 3 414 895 $  | Grèce      | 1 492 800 $   | République tchèque | 641 507 $    |
| Bulgarie       | 129 696 $    | Hong Kong  | 2 904 285 $   | Royaume-Uni        | 31 388 860 $ |
| Corée du Sud   | 19 701 400 $ | Hongrie    | 561 752 $     | Russie             | 2 804 778 $  |
| Chili          | 608 977 $    | Italie     | 10 061 730 $  | Taïwan             | 2 916 127 $  |
| Égypte         | 165 435 $    | Japon      | 42 707 326 $  | Turquie            | 1 350 961 $  |

### Distinctions
Le film a été sélectionné pour de nombreuses récompenses mineures ou majeures et en a obtenu certaines :
- Oscars du cinéma 2003
  - Proposé à l'oscar du meilleur mixage de son pour Richard Hymns et Gary Rydstrom
- BAFTA 2003
  - Proposé au BAFTA des meilleurs effets spéciaux pour Scott Farrar, Michael Lantieri, Nathan McGuinness et Henry LaBounta
- Césars 2003
  - Proposé au césar du meilleur film étranger
- Festival du film d'Hollywood 2002
  - Meilleur film d'Hollywood de l'année
- Prix de la critique :
  - Prix de la Broadcast Film Critics Association 2003
    - Prix BFCA du meilleur réalisateur pour Steven Spielberg
    - Prix BFCA du meilleur compositeur pour John Williams

  - Prix de la Chicago Film Critics Association 2003
    - Proposé au prix CFCA de la meilleure photographie pour Janusz Kamiński

  - Prix de l'Online Film Critics Society 2003
    - Prix OFCS du meilleur second rôle féminin pour Samantha Morton
    - Proposé au prix OFCS du meilleur film
    - Proposé au prix OFCS du meilleur réalisateur pour Steven Spielberg
    - Proposé au prix OFCS du meilleur scénario adapté pour Scott Frank et Jon Cohen
    - Proposé au prix OFCS de la meilleure photographie pour Janusz Kamiński
    - Proposé au prix OFCS du meilleur montage pour Michael Kahn
    - Proposé au prix OFCS de la meilleure direction artistique
    - Proposé au prix OFCS des meilleurs effets spéciaux pour Michael Lantieri
    - Proposé au prix OFCS du meilleur son pour Richard Hymns et Gary Rydstrom

  - Prix de la San Diego Film Critics Society 2002
    - Proposé au prix SDFCS du meilleur production design pour Alex McDowell
- Prix d'associations de professionnels du cinéma
  - Prix des American Cinema Editors 2003
    - Proposé à l'Eddie du meilleur montage pour un film dramatique pour Michael Kahn

  - Prix d'excellence de la production de l'Art Directors Guild 2003
    - Proposé au Prix d'excellence de la production pour un film d'époque ou de fantasy pour Alex McDowell, Chris Gorak, Leslie McDonald, Ramsey Avery, Seth Reed, Harry E. Otto, Jason Weil, Jeffrey Mossa et Gerald Sullivan

  - Prix de la Casting Society of America 2003
    - Proposé à l'Artios du meilleur choix de casting pour un film dramatique pour Denise Chamian

  - Prix des Motion Picture Sound Editors 2004
    - Proposé au Golden Reel des Dialogue & ADR pour un film américain pour Richard Hymns, Gary Rydstrom, Gwendolyn Yates Whittle, Ewa Sztompke, Richard Quinn et Tom Bellfort
    - Proposé au Golden Reel des effets sonores et foley pour un film américain pour Richard Hymns, Gary Rydstrom, Kyrsten Mate Comoglio, David C. Hughes, J.R. Grubbs, Jonathan Null et Lindakay Brown

  - Prix de la Visual Effects Society 2003
    - Prix VES de la meilleure composition pour un film pour Scott Frankel et Patrick Jarvis
    - Prix VES de la meilleure direction artistique des effets pour un film Alexander Laurant et Alex McDowell
- Prix thématiques
  - Saturn Awards de l'Académie des films de science-fiction, fantastique et horreur 2003
    - Saturn Award du meilleur film de science-fiction
    - Saturn Award du meilleur réalisateur pour Steven Spielberg
    - Saturn Award du meilleur scénario pour Scott Frank et Jon Cohen
    - Saturn Award du meilleur second rôle féminin pour Samantha Morton
    - Proposé au Saturn Award du meilleur acteur pour Tom Cruise
    - Proposé au Saturn Award du meilleur second rôle masculin pour Max von Sydow
    - Proposé au Saturn Award de la meilleure musique pour John Williams
    - Proposé au Saturn Award des meilleurs effets spéciaux pour Scott Farrar, Henry LaBounta, Michael Lantieri et Nathan McGuinness
    - Proposé au Saturn Award des meilleurs costumes pour Deborah Lynn Scott
    - Proposé au Saturn Award du meilleur maquillage pour Michèle Burke et Camille Calvet
    - Proposé au Saturn Award du meilleur DVD « édition spéciale »

  - Prix des Science Fiction and Fantasy Writers of America 2004
    - Proposé au prix Nebula du meilleur scénario pour Scott Frank et Jon Cohen

  - Prix du Club allemand de science-fiction 2003
    - Prix Curt-Siodmak du meilleur film de science-fiction

## Analyse

### Différences entre la nouvelle et le film

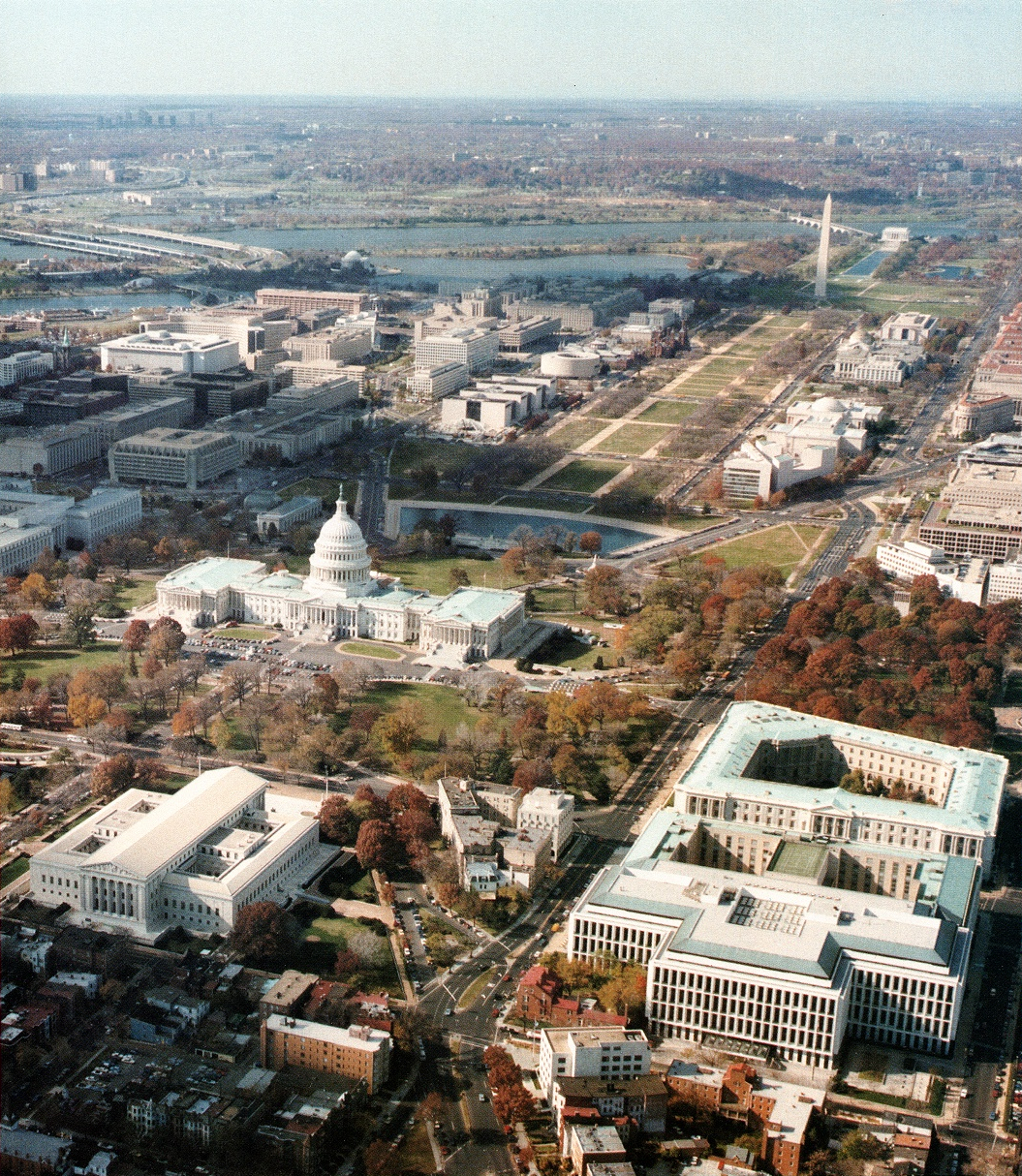
Dans la nouvelle, l'action se déroule à New York. Dans le film, c'est à Washington.

On peut trouver de nombreuses différences entre la nouvelle et le film. Le film est une adaptation très libre de la nouvelle, qui a repris le concept de Précrime et la base du scénario (John Anderton se voyant accusé d'un meurtre à venir) en opérant d'énormes changements scénaristiques et au niveau des personnages. En voici quelques-uns,,,[réf. non conforme] :
- La nouvelle se déroule à New York alors que le film est tourné à Washington, Baltimore et dans le nord de la Virginie.
- Dans la nouvelle, il y a toujours un rapport minoritaire, qui signifie que le temps n'est pas immuable et peut être modifié. Le crime d'Anderton, lui, est lié à trois rapports minoritaires parce qu'il connaît la prédiction et qu'il peut prendre une décision à partir du rapport final.
- Le Précrime représente une branche gouvernementale dans la nouvelle et il est devenu un département de police dans le film.
- John Anderton, une cinquantaine d'années, créateur du Précrime, est devenu le fringant Tom Cruise, trentenaire, qui a rejoint le Précrime après l'enlèvement de son fils. Il est plus âgé que sa femme, Lisa, alors que celui du film a le même âge que son ex-épouse, Lara.
- Les précogs originaux se nomment Mike, Donna et Jerry, ont des malformations, un retard mental et sont méprisés. Leurs prédictions sont extrapolées à partir de leurs balbutiements. Dans l'adaptation, ils se nomment Agatha, Dashiell et Arthur, en hommage aux écrivains de romans policiers Agatha Christie, Dashiell Hammett et Arthur Conan Doyle. Ce sont des enfants de toxicomanes dont les mutations leur procurent des dons de précognition, à l'origine de visions enregistrées par une machine. Ils sont déifiés par les officiers du Précrime et sont plutôt intelligents.
- Dans la nouvelle, Anderton échange son identité à l'aide d'une carte d'identité et de documents divers alors que dans le film, il doit subir une transplantation d'yeux.
- Le personnage de Witwer est censé être originaire du Maryland mais Spielberg a éludé cela à cause de l'accent de Colin Farrell.
- À l'origine, la victime prédite d'Anderton est le général Leopold Kaplan, un opposant au projet, nostalgique de la puissance perdue de l'armée. Anderton tue Kaplan pour éviter la destruction de Précrime. Dans le film, Crow se suicide tout comme Burgess, le chef du projet Précrime, confronté à son crime par le rapport minoritaire, ce qui met fin de ce fait au projet.
- La fin de la nouvelle voit le départ de John et Lisa vers une colonie spatiale alors que le film montre leur réconciliation et l'attente d'un second enfant.

### Thèmes et références

#### L'idéologie sécuritaire
Sous couvert du thème de la sécurité, Minority Report pose la question philosophique classique du libre arbitre face au déterminisme. L'une des questions principales est donc : « le futur est-il écrit ou le libre-arbitre, les choix, peuvent-ils modifier celui-ci ? ». Celle-ci est aussi discutée à travers la question de la justesse de la vision des précogs. Agatha affirme que dès l'instant où Anderton connaît son avenir, il peut le changer. Le film montre aussi que c'est cette connaissance d'Anderton qui peut être la cause de la mort de Leo Crow. Dès lors, peut-on accuser quelqu'un du fait qu'il va commettre un meurtre si quelqu'un peut faire en sorte, à l'aide des précogs, de faire commettre un meurtre ? Le crime existerait-il si l'on ne tente pas de l'empêcher? Le traitement de ce thème a entraîné des critiques à la fois positives, parfois même faisant de ce point le principal intérêt du film, et négatives.
On peut également, comme les Cahiers du cinéma, voir une interrogation sur le concept de « tolérance zéro » de l'ère post-Giuliani.

#### Entre futur proche et rétrofuturisme

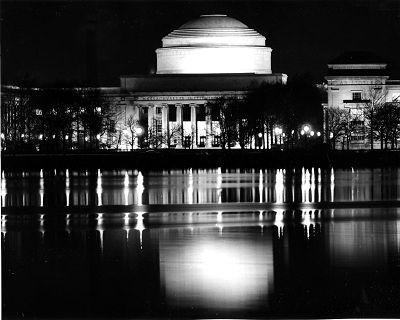
Des experts du MIT ont aidé Steven Spielberg à créer un futur crédible.

Minority Report est un film d'anticipation qui compose à la fois avec des éléments d'une dystopie et d'une utopie. Le film livre une vision du futur proche plus précisément décrit que dans la nouvelle dont il est adapté. Pour créer un futur proche crédible, Steven Spielberg, en 1999, invita quinze experts du Global Business Network, son président Peter Schwartz, le fondateur de Wired Kevin Kelly et le démographe et journaliste Joel Garreau dans un hôtel de Santa Monica. Ils y ont fait un brainstorming pour réfléchir en détail à quoi ressemblerait le monde de 2054. Parmi les experts, on peut compter Stewart Brand, Peter Calthrope, Douglas Coupland, le professeur au Media Lab du MIT Neil Gershenfeld, le chercheur en biomédecine de la DARPA Shaun Jones, l'un des inventeurs de la réalité virtuelle Jaron Lanier, le designer automobile Harald Belker, ayant travaillé sur xXx et Armageddon et l'ancien doyen de l'école d'architecture du MIT William J. Mitchell,. Le film aura d'ailleurs prédit quelques innovations technologiques apparues les années suivantes : avènement des interfaces tactiles, écrans publicitaires intelligents…
Les discussions n'ont pas changé les éléments clefs que les séquences d'action du film néccessitent mais ont néanmoins influencé les aspects utopiques du film. John Underkoffler, le conseiller scientifique et technologique du film, décrivit finalement celui-ci comme « plus gris et plus ambigu » comme le projet pour 1999.
D'un point de vue stylistique, Minority Report peut faire penser à A.I. Intelligence artificielle, précédent film réalisé par Steven Spielberg, plus qu'à E.T. l'extra-terrestre, un autre de ses films de science-fiction référence. Le film est volontairement sur-éclairé et durant la postproduction, un traitement sans blanchiment (bleach bypass) a été utilisé. Cela donne au film un aspect particulier, avec des couleurs vraiment dé-saturées. On dirait presque un film en noir et blanc du fait que les tons noirs et les ombres sont très marqués. Le film possède 481 plans d'effets spéciaux, ce qui en fait le film le plus complexe de Steven Spielberg, selon Bonnie Curtis, n'ayant pas atteint ce nombre depuis Rencontres du troisième type[réf. non conforme].
On lui prête pourtant parfois, malgré une apparence froide futuriste donnée par ces couleurs, un aspect fin des années 1970, rétro-futuriste. Selon Spielberg lui-même, la musique renvoie aux films noirs de l'époque de Humphrey Bogart et de John Huston.

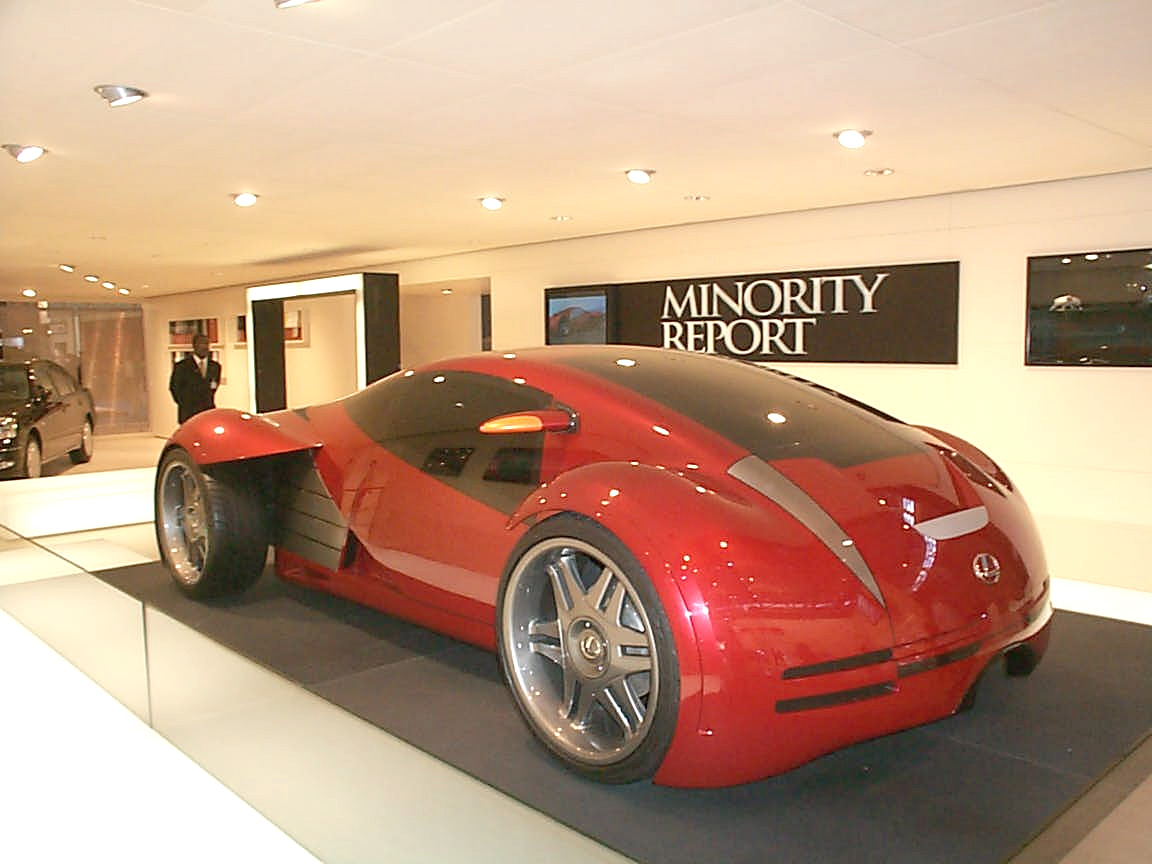
Concept car de Lexus créé pour le film.
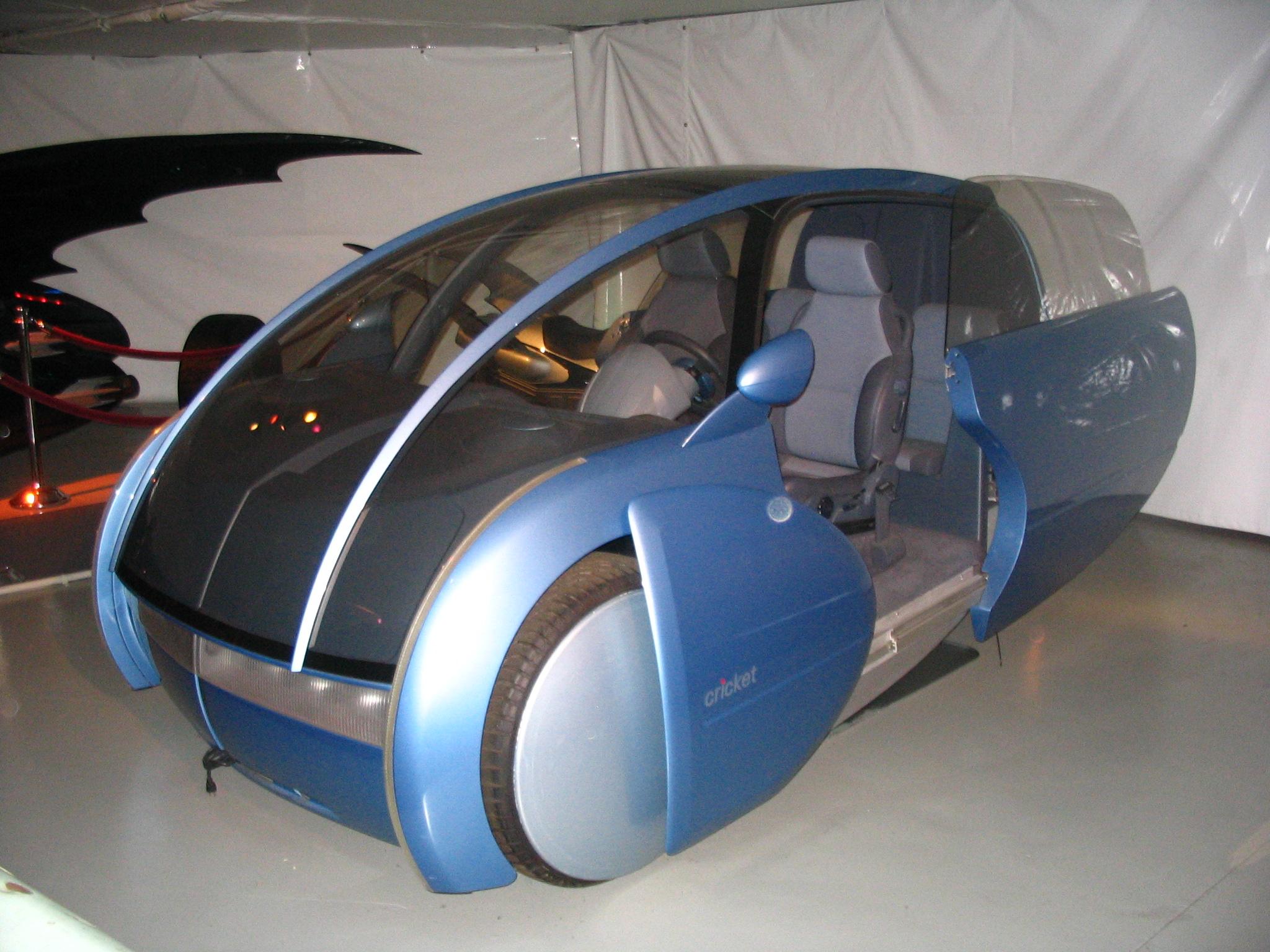
Concept car « Cricket » créé pour le film.

#### Rétrocausalité quantique
Une analyse en parallèle à des expériences récentes sur la rétrocausalité est possible, mettant en jeu le principe de cohérence de Novikov.

### Analyse prospective
Le temps passant depuis la sortie du film, le rôle que tiennent les précogs peut désormais être assimilé, de manière allégorique, aux différents essais de gestion prédictive de la ville au moyen d'algorithmes qui sont censés "prédire" l'augmentation des comportements à risque. Les premiers essais ont été mené dès 2014, à Chicago, USA. Le comportement de l'algorithme a rapidement fait apparaître la faillibilité du système,.